# Erythroxylum
Erythroxylum ou eritróxilo é o maior entre os quatro gêneros botânicos pertencentes à família Erythroxylaceae. Ele está presente em países de zona climática tropical, principalmente as Américas Central e Sul, Madagascar, Tailândia e Indonésia. As espécies mais conhecidas deste gênero são Erythroxylum coca e Erythroxylum novogranatense, que produzem a cocaína, um alcaloide da classe dos tropânicos, que tem efeitos anestésico local e psicotrópico importantes. No Brasil, um dos principais centros de diversidade de espécies de Erythroxylum, são encontradas 116 espécies das 187 registradas para a América tropical sendo que, aproximadamente 74 (63,79%) possuem distribuição restrita aos determinados biomas brasileiros.

## Espécies
- Erythroxylum acrobeles W.A.Gentner
- Erythroxylum acuminatum Ruiz & Pav.
- Erythroxylum acutum W.A.Gentner
- Erythroxylum affine A.St.-Hil.
- Erythroxylum alaternifolium A.Rich.
- Erythroxylum amazonicum Peyr.
- Erythroxylum amplifolium Baill.
- Erythroxylum amplum Benth.
- Erythroxylum ampullaceum Baker
- Erythroxylum anceps O.E.Schulz
- Erythroxylum andrei Plowman
- Erythroxylum angelicae Loiola
- Erythroxylum anguifugum Mart.
- Erythroxylum annamense Tardieu
- Erythroxylum apiculatum Diogo
- Erythroxylum areolatum L.
- Erythroxylum argentinum O.E.Schulz
- Erythroxylum armatum Oviedo & Borhidi
- Erythroxylum arrojadoi O.E.Schulz
- Erythroxylum australe F.Muell.
- Erythroxylum ayrtonianum Loiola & M.F.Sales
- Erythroxylum badium O.E.Schulz
- Erythroxylum banaoense Oviedo
- Erythroxylum bangii Rusby
- Erythroxylum baracoense Borhidi
- Erythroxylum barbatum O.E.Schulz
- Erythroxylum bequaertii Standl.
- Erythroxylum betulaceum Mart.
- Erythroxylum bezerrae Plowman
- Erythroxylum bicolor O.E.Schulz
- Erythroxylum boinense H.Perrier
- Erythroxylum boivinianum Baill.
- Erythroxylum bradeanum O.E.Schulz
- Erythroxylum brennae D'Arcy & Schanen
- Erythroxylum brevipes DC.
- Erythroxylum buxifolium Lam.
- Erythroxylum buxus Peyr.
- Erythroxylum caatingae Plowman
- Erythroxylum calyptratum Komada & Tagane
- Erythroxylum cambodianum Pierre
- Erythroxylum campestre A.St.-Hil.
- Erythroxylum campinense Amaral
- Erythroxylum carajasense (Plowman) Costa-Lima
- Erythroxylum carthagenense Jacq.
- Erythroxylum cassinoides Planch. & Linden
- Erythroxylum cataractarum Spruce ex Peyr.
- Erythroxylum catharinense Amaral
- Erythroxylum cincinnatum Mart.
- Erythroxylum citrifolium A.St.-Hil.
- Erythroxylum clarense Borhidi
- Erythroxylum coca Lam.
- Erythroxylum coelophlebium Mart.
- Erythroxylum cogolloi Jara
- Erythroxylum columbinum Mart.
- Erythroxylum compressum Peyr.
- Erythroxylum confusum Britton
- Erythroxylum cordato-ovatum Huber
- Erythroxylum coriaceum Britton & P.Wilson
- Erythroxylum corymbosum Boivin ex Baill.
- Erythroxylum couveleense Guillaumin
- Erythroxylum cuneatum (Miq.) Kurz
- Erythroxylum cuneifolium (Mart.) O.E.Schulz
- Erythroxylum cuspidifolium Mart.
- Erythroxylum daphnites Mart.
- Erythroxylum davidii D'Arcy & Schanen
- Erythroxylum deciduum A.St.-Hil.
- Erythroxylum dekindtii (Engl.) O.E.Schulz
- Erythroxylum delagoense Schinz
- Erythroxylum densum Rusby
- Erythroxylum dillonii Plowman ex Jara
- Erythroxylum discolor Bojer
- Erythroxylum distortum Mart.
- Erythroxylum divaricatum Peyr.
- Erythroxylum domingense Oviedo
- Erythroxylum dumosum Alain
- Erythroxylum ecarinatum Hochr.
- Erythroxylum elegans Baill.
- Erythroxylum ellipticum R.Br. ex Benth.
- Erythroxylum emarginatum Thonn.
- Erythroxylum engleri O.E.Schulz
- Erythroxylum ferrugineum Cav.
- Erythroxylum fimbriatum Peyr.
- Erythroxylum firmum Baker
- Erythroxylum fischeri Engl.
- Erythroxylum flavicans Borhidi
- Erythroxylum foetidum Plowman
- Erythroxylum frangulifolium A.St.-Hil.
- Erythroxylum gaudichaudii Peyr.
- Erythroxylum gentryi Jara
- Erythroxylum gerrardii Baker
- Erythroxylum glaucum O.E.Schulz
- Erythroxylum glaziovii O.E.Schulz
- Erythroxylum gonoclados (Mart.) O.E.Schulz
- Erythroxylum gracile O.E.Schulz
- Erythroxylum gracilipes Peyr.
- Erythroxylum grandifolium Peyr.
- Erythroxylum grisebachii Peyr.
- Erythroxylum guanchezii Plowman
- Erythroxylum guatemalense Lundell
- Erythroxylum hamigerum O.E.Schulz
- Erythroxylum haughtii W.A.Gentner
- Erythroxylum havanense Jacq.
- Erythroxylum hildebrandtii O.E.Schulz
- Erythroxylum hondense Kunth
- Erythroxylum horridum Borhidi & Oviedo
- Erythroxylum hypericifolium Lam.
- Erythroxylum hypoleucum Plowman
- Erythroxylum impressum O.E.Schulz
- Erythroxylum incrassatum O.E.Schulz
- Erythroxylum jaimei Jara
- Erythroxylum jamaicense Fawc. & Rendle
- Erythroxylum kapplerianum Peyr.
- Erythroxylum kochummenii Ng
- Erythroxylum laetevirens O.E.Schulz
- Erythroxylum lanceolatum (Wight) Walp.
- Erythroxylum lanceum Bojer
- Erythroxylum lancifolium Peyr.
- Erythroxylum laurel Baill.
- Erythroxylum laurifolium Lam.
- Erythroxylum leal-costae Plowman
- Erythroxylum leandrianum Payens
- Erythroxylum lenticellosum Huber
- Erythroxylum leptoneurum O.E.Schulz
- Erythroxylum ligustrinum DC.
- Erythroxylum lindemanii Plowman
- Erythroxylum lineolatum DC.
- Erythroxylum loefgrenii Diogo
- Erythroxylum longipes O.E.Schulz
- Erythroxylum longisetulosum Loiola & M.F.Sales
- Erythroxylum loretense Plowman
- Erythroxylum lygoides O.E.Schulz
- Erythroxylum macrocalyx Mart.
- Erythroxylum macrocarpum O.E.Schulz
- Erythroxylum macrochaetum Miq.
- Erythroxylum macrophyllum Cav.
- Erythroxylum magnoliifolium A.St.-Hil.
- Erythroxylum mamacoca Mart.
- Erythroxylum mangorense H.Perrier
- Erythroxylum mannii Oliv.
- Erythroxylum maracasense Plowman
- Erythroxylum martii Peyr.
- Erythroxylum mattos-silvae Plowman
- Erythroxylum membranaceum Plowman
- Erythroxylum mexicanum Kunth
- Erythroxylum microphyllum A.St.-Hil.
- Erythroxylum mikanii Peyr.
- Erythroxylum minutifolium Griseb.
- Erythroxylum mocquerysii DC.
- Erythroxylum mogotense Oviedo
- Erythroxylum monogynum Roxb.
- Erythroxylum moonii Hochr.
- Erythroxylum mucronatum Benth.
- Erythroxylum myrsinites Mart.
- Erythroxylum myrtoides Bojer
- Erythroxylum nelson-rosae Plowman
- Erythroxylum nitidulum Baker
- Erythroxylum nobile O.E.Schulz
- Erythroxylum nordestinum Costa-Lima, Loiola & M.Alves
- Erythroxylum nossibeense Baill.
- Erythroxylum novocaledonicum O.E.Schulz
- Erythroxylum novogranatense (D.Morris) Hieron.
- Erythroxylum nummularia Peyr.
- Erythroxylum obtusifolium (Wight) Hook.f.
- Erythroxylum occultum Plowman
- Erythroxylum ochranthum Mart.
- Erythroxylum opacum Rusby
- Erythroxylum oreophilum (O.E.Schulz ex Pilg.) Steyerm. & Maguire
- Erythroxylum orinocense Kunth
- Erythroxylum ovalifolium Peyr.
- Erythroxylum oxycarpum O.E.Schulz
- Erythroxylum oxypetalum O.E.Schulz
- Erythroxylum pachyneurum O.E.Schulz
- Erythroxylum pacificum D.R.Simpson
- Erythroxylum panamense Turcz.
- Erythroxylum paraguariense (Chodat & Hassl.) O.E.Schulz
- Erythroxylum parvistipulatum Peyr.
- Erythroxylum passerinum Mart.
- Erythroxylum patentissimum O.E.Schulz
- Erythroxylum pauciflorum Rusby
- Erythroxylum pauferrense Plowman
- Erythroxylum pedicellare (Griseb.) O.E.Schulz
- Erythroxylum pelleterianum A.St.-Hil.
- Erythroxylum pervillei Baill.
- Erythroxylum petrae-caballi Plowman
- Erythroxylum pictum E.Mey. ex Harv. & Sond.
- Erythroxylum platyclados Bojer
- Erythroxylum plowmanianum Cogollo & Pipoly
- Erythroxylum polygonoides Mart.
- Erythroxylum popayanense Kunth
- Erythroxylum pruinosum O.E.Schulz
- Erythroxylum pulchrum A.St.-Hil.
- Erythroxylum pungens O.E.Schulz
- Erythroxylum pyan Costa-Lima
- Erythroxylum pyrifolium Baker
- Erythroxylum raimondii O.E.Schulz
- Erythroxylum reticulatum Northr.
- Erythroxylum revolutum Mart.
- Erythroxylum rhodappendiculatum Costa-Lima
- Erythroxylum rignyanum Baill.
- Erythroxylum rimosum O.E.Schulz
- Erythroxylum riparium T.Araújo & Amorim
- Erythroxylum riverae Jara & J.D.García-Gonz.
- Erythroxylum roigii Britton & P.Wilson
- Erythroxylum roraimae Klotzsch ex O.E.Schulz
- Erythroxylum rosuliferum O.E.Schulz
- Erythroxylum rotundifolium Lunan
- Erythroxylum rufum Cav.
- Erythroxylum ruizii Peyr.
- Erythroxylum ruryi Plowman
- Erythroxylum santosii Plowman
- Erythroxylum sarawakanum R.C.K.Chung
- Erythroxylum schomburgkii Peyr.
- Erythroxylum schunkei Plowman
- Erythroxylum sechellarum O.E.Schulz
- Erythroxylum seyrigi H.Perrier
- Erythroxylum shatona J.F.Macbr.
- Erythroxylum sideroxyloides Lam.
- Erythroxylum simonis Plowman
- Erythroxylum sinense Y.C.Wu
- Erythroxylum sobraleanum Loiola & L.S.Cordeiro
- Erythroxylum socotranum Thulin
- Erythroxylum sparsiflorum Baker
- Erythroxylum sphaeranthum H.Perrier
- Erythroxylum splendidum Plowman
- Erythroxylum spruceanum Peyr.
- Erythroxylum squamatum Sw.
- Erythroxylum stenopetalum Costa-Lima
- Erythroxylum steyermarkii Plowman
- Erythroxylum stipulosum Plowman
- Erythroxylum striiflorum H.Perrier
- Erythroxylum striolatum O.E.Schulz
- Erythroxylum strobilaceum Peyr.
- Erythroxylum suberosum A.St.-Hil., A.Juss. & Cambess.
- Erythroxylum subglaucescens Mart. ex Peyr.
- Erythroxylum subracemosum Turcz.
- Erythroxylum subrotundum A.St.-Hil.
- Erythroxylum subsessile (Mart.) O.E.Schulz
- Erythroxylum substriatum O.E.Schulz
- Erythroxylum subumbellatum O.E.Schulz
- Erythroxylum tapacuranum Costa-Lima
- Erythroxylum tenue Plowman
- Erythroxylum tianguanum Plowman
- Erythroxylum timothei Loiola & M.F.Sales
- Erythroxylum tortuosum Mart.
- Erythroxylum tucuruiense Plowman
- Erythroxylum ulei O.E.Schulz
- Erythroxylum umbrosum Costa-Lima & M.Alves
- Erythroxylum umbu Costa-Lima
- Erythroxylum undulatum Plowman
- Erythroxylum urbanii O.E.Schulz
- Erythroxylum vacciniifolium Mart.
- Erythroxylum vaginatum O.E.Schulz
- Erythroxylum vasquezii Plowman
- Erythroxylum vernicosum O.E.Schulz
- Erythroxylum virgultosum Mart.
- Erythroxylum williamsii Standl. ex Plowman
- Erythroxylum xerophilum H.Perrier
- Erythroxylum zambesiacum N.Robson
- Erythroxylum zeylanicum O.E.Schulz